# گاردالند
گاردالند (انگلیسی: Gardaland) شرکت سرگرمی ایتالیایی است، که در سال ۱۹۷۵ تأسیس شد.